# Loge musculaire
Une loge musculaire est une cavité limitée par des septum intermusculaire qui contient des muscles, des vaisseaux sanguins et des nerfs. Les os peuvent contribuer à la fermeture d'une loge musculaire.

## Loges musculaires chez l'humain

### Membre supérieur
Au niveau du bras, on trouve :
- la loge brachiale antérieure,
- la loge brachiale postérieure.

Au niveau de l'avant-bras, on trouve :
- la loge antébrachiale antérieure,
- la loge antébrachiale postérieure.

### Membre inférieur
Au niveau de la cuisse, on trouve :
- la loge fémorale antérieure,
- la loge fémorale médiale,
- la loge fémorale postérieure.

Au niveau de la jambe, on trouve :
- la loge crurale antérieure,
- la loge crurale latérale,
- la loge crurale postérieure.

## Aspect clinique
Le syndrome des loges est un signe médical aigu liées à l'augmentation de la pression dans une loge musculaire entrainant une inflammation douloureuse de la région. Sans traitement, cela peut entraîner une nécrose musculaire.